# Siegfried Göhler
Siegfried Göhler (* 13. Mai 1916 in Bad Elster; † 7. April 1976 in Dresden) war ein deutscher Schauspieler.

## Leben
Siegfried Göhlers Engagements reichten vom Stadttheater Rostock über das Maxim-Gorki-Theater in Berlin bis zum Staatstheater Dresden. Weiterhin war er bei der DEFA und beim Fernsehen der DDR als Schauspieler beschäftigt. Einen großen Teil seiner Popularität erreichte er als Hörspielsprecher beim Rundfunk der DDR.

## Filmografie
- 1961: Der Fall Gleiwitz
- 1961: Die seltsame Historia von den Schiltbürgern (als Sprecher)
- 1964: Geliebte weiße Maus
- 1965: Schlafwagen Paris–München (Fernsehfilm)
- 1968: Ich war neunzehn
- 1973: Stülpner-Legende (Fernsehserie)
- 1974: Polizeiruf 110: Konzert für einen Außenseiter (Fernsehreihe)

## Theater
- 1950: Bertolt Brecht: Herr Puntila und sein Knecht Matti – Regie: Egon Monk (Stadttheater Rostock)
- 1955: Alexander Ostrowski: Der schöne Mann (Okojemow) – Regie: Hans-Robert Bortfeldt (Maxim-Gorki-Theater Berlin)
- 1955: Erich Blach: Sturmflut (Maler Lindner) – Regie: Gerhard Wolfram (Maxim-Gorki-Theater Berlin)
- 1956: Tirso de Molina: Die Rivalin ihrer selbst – Regie: Gerhard Winterlich (Maxim-Gorki-Theater Berlin)
- 1956: William Shakespeare: Hamlet – Regie: Fritz Wendel (Staatstheater Dresden)
- 1956: Lion Feuchtwanger: Die Witwe Capet (Generalstaatsanwalt) – Regie: Hannes Fischer (Staatstheater Dresden)
- 1957: Bertolt Brecht: Das Leben des Galilei (Kardinal Barberini) – Regie: Hannes Fischer (Staatstheater Dresden)
- 1959: George Bernard Shaw: Frau Warrens Gewerbe – Regie: Ottofritz Gaillard (Staatsoper Dresden)
- 1961: Wolfgang Amadeus Mozart: Entführung aus dem Serail – Regie: Klaus Kahl (Staatsoper Dresden)
- 1962: William Shakespeare  Wie es euch gefällt – Regie: Horst Schulze (Staatstheater Dresden)
- 1971: Maxim Gorki: Die Kleinbürger (Arzt) – Regie: Hans Dieter Mäde (Staatstheater Dresden)

## Hörspiele
- 1961: Anna Elisabeth Wiede: Die Sonnenuhr (Uhr) – Regie: Flora Hoffmann (Kinderhörspiel – Rundfunk der DDR; Übernahme durch Litera, 1963)
- 1962: Gerhard Stübe: Das Südpoldenkmal (Scott) – Regie: Fritz Göhler (Hörspiel – Rundfunk der DDR)
- 1962: Rolf Schneider: 25. November. New York (Bernstein) – Regie: Helmut Hellstorff (Hörspiel – Rundfunk der DDR)
- 1963: Rolf Schneider: Der Ankläger (Vorsitzender) – Regie: Fritz Göhler (Hörspiel – Rundfunk der DDR)
- 1964: William Shakespeare: Macbeth (Macduff) – Regie: Fritz Göhler (Hörspiel – Rundfunk der DDR)
- 1964: Martine Monod: Normandie-Njemen – Bearbeitung und Regie: Fritz Göhler (Kinderhörspiel – Rundfunk der DDR)
- 1965: Ján Solovič: In fünf Minuten ist Mitternacht (Staatsanwalt) – Regie: Helmut Hellstorff (Hörspiel – Rundfunk der DDR)
- 1965: Rolf Schneider: Unternehmen Plate-Rack (Warwick) Regie: Helmut Hellstorff (Hörspiel – Rundfunk der DDR)
- 1966: William Shakespeare: Der Sturm (Prospero) – Regie: Fritz Göhler (Hörspiel – Rundfunk der DDR)
- 1967: Paul Everac: Die unsichtbare Staffette (Iliescu) – Regie: Fritz Göhler (Hörspiel – Rundfunk der DDR)
- 1967: Gerhard Stübe: John Reed. Dramatische Chronik in drei Teilen (Don Ramirez) – Regie: Fritz Göhler (Hörspiel – Rundfunk der DDR)
- 1967: Maxim Gorki: Feinde (Pologij) – Regie: Hans Dieter Mäde (Inszenierung des Staatstheaters Dresden – Litera)
- 1968: Hans Pfeiffer: Dort unten in Alabama (Generalstaatsanwalt) – Regie: Wolfgang Brunecker (Hörspiel – Rundfunk der DDR)
- 1968: Rolf Schneider: Stimmen danach (Literat) – Regie: Walter Niklaus (Hörspiel – Rundfunk der DDR)
- 1969: Juri Jakowlew: Bin ich ein Pechvogel (Erzähler) – Regie: Manfred Täubert (Kinderhörspiel – Rundfunk der DDR)
- 1970: Armand Lanoux: Der Hüter der Bienen (Unterpräfekt) – Regie: Fritz Göhler (Hörspiel – Rundfunk der DDR)
- 1970: Gerhard Bengsch: Krupp und Krause (Ingenieur Hensfeld) – Regie: Walter Niklaus (Hörspiel (3 Teile) – Rundfunk der DDR)
- 1970: Hans-Ulrich Lüdemann: Prozeß ohne Urteil (Zappa, Geologe) – Regie: Helmut Hellstorff (Hörspiel – Rundfunk der DDR)
- 1974: Hans Siebe: Die roten Schuhe (Schütze) – Regie: Barbara Plensat (Kriminalhörspiel – Rundfunk der DDR)

## Synchronarbeiten
| Film          | Jahr | Rolle   | Darsteller       |
| ------------- | ---- | ------- | ---------------- |
| Anna Karenina | 1967 | Karenin | Nikolai Grizenko |